# Oak Hill (Alabama)
Oak Hill es un pueblo ubicado en el condado de Wilcox en el estado estadounidense de Alabama. En el censo de 2000, su población era de 37.

## Demografía
En el 2000 la renta per cápita promedia del hogar era de $31,250, y el ingreso promedio para una familia era de $31,250. El ingreso per cápita para la localidad era de $7,659. Los hombres tenían un ingreso per cápita de $33,750 contra $0 para las mujeres.

## Geografía
Oak Hill se encuentra ubicado en las coordenadas 31°55′31″N 87°4′58″O / 31.92528, -87.08278 (31.925246, -87.082645).
Según la Oficina del Censo de los EE. UU., la ciudad tiene un área total de 0.56 millas cuadradas (1.45 km²).